# Twinkle Twinkle
 (mars 2012).
Si vous disposez d'ouvrages ou d'articles de référence ou si vous connaissez des sites web de qualité traitant du thème abordé ici, merci de compléter l'article en donnant les références utiles à sa vérifiabilité et en les liant à la section « Notes et références ».
Singles de Wink
Itsumademo Suki de Itakute
(1994) Cherie Mon Cherie
(1994)
Twinkle Twinkle (トゥインクル トゥインクル) est le 21e single du duo japonais Wink.

## Présentation
Le single sort le 25 mai 1994 au Japon sous le label Polystar, trois mois seulement après le précédent single du groupe, Itsumademo Suki de Itakute. Il atteint la 28e place du classement de l'Oricon, et reste classé pendant huit semaines, se vendant à 74 000 exemplaires durant cette période.
La chanson-titre, écrite par Yasushi Akimoto, a été utilisée comme thème musical pour une publicité pour la marque Tokyo City Keiba Twinkle Race. Elle figurera sur l'album Overture! qui sort un mois plus tard, et sur les compilations Reminiscence de 1995, Wink Memories 1988-1996 de 1996, et Treasure Collection de 1999 ; elle sera aussi remixée sur les albums Jam the Wink de 1996 et Para Para Wink! de 2000.
La chanson en "face B", Tasty, a quant à elle été utilisée comme thème musical pour une publicité pour la marque Dunkin' Donuts, et figurera sur la compilation de "faces B" Back to Front de 1995, et dans une version acoustique sur l'album Overture!.

## Liste des titres
| 1. | Twinkle Twinkle (トゥインクル トゥインクル)                  | Yasushi Akimoto | James Shitaji |  |
| 2. | Tasty                                                        | Rui Serizawa    | Hideo Saito   |  |
| 3. | Twinkle Twinkle (Original Karaoke) (...オリジナル・カラオケ) | (instrumental)  | James Shitaji |  |
| 4. | Tasty (Original Karaoke) (...オリジナル・カラオケ)           | (instrumental)  | Hideo Saito   |  |